# White Eagle (1941)
White Eagle é um seriado estadunidense de 1941, gênero Western, dirigido por James W. Horne, em 15 capítulos, estrelado por Buck Jones, Raymond Hatton e Dorothy Fay. Foi produzido e distribuído pela Columbia Pictures, e veiculou nos cinemas estadunidenses a partir de 31 de janeiro de 1941.
Foi o 13º entre os 57 seriados produzidos pela Columbia Pictures, e foi baseado em um filme western homônimo de 1932, também estrelado por Buck Jones.

## Sinopse
White Eagle, um Pony Express Rider, é filho de um oficial de exército massacrado, que foi criado por uma tribo indígena. Ele acredita ser o filho do chefe da tribo, e tenta um tratado de paz entre os índios e os colonos. 'Dandy' Darnell, um conhecido mercenário fora-da-lei, tenta manter a luta viva, enviando seus capangas para causar problemas, em parte devido ao seu desejo de obter centenas de milhares de hectares nos territórios do oeste para si mesmo, e em parte para incitar uma guerra com os índios ao longo do território. Este seriado foi inspirado no filme de 1932 de mesmo nome, White Eagle (O Filho das Tribos), com 65 minutos produzido pela Columbia Pictures e também estrelando Buck Jones no papel-título.

## Elenco
| - Buck Jones … White Eagle - Raymond Hatton … Grizzly - Dorothy Fay … Janet Rand - James Craven … 'Dandy' Darnell - Chief Yowlachie … Chefe Running Deer - Jack Ingram … Cantro - Charles King … Brace - John Merton … Ronimo - Roy Barcroft … 'Poker' Pendleton - George Chesebro … Blackie - Edmund Cobb … Dave Rand - Richard Cramer … Atendente do bar - Kenne Duncan … Kirk - Al Ferguson … Butch | - Edward Hearn … Mr. Gardner - Merrill McCormick … Trapper - Bud Osborne … Bart - Edward Peil Sr. ... Sam Clarke - Jack Richardson … Agente Richardson - Harry Tenbrook … Nash - Lloyd Whitlock … General Randolph - Yakima Canutt … Capanga - Frank Ellis … Capanga - Eddie Laughton … Capanga - Charles Stevens … Capanga - John Tyrrell … Capanga - Silver ... Silver, cavalo de White Eagle |

## Capítulos
1. Flaming Teepees
2. The Jail Delivery
3. The Dive into Quicksands
4. The Warning Death Knife
5. Treachery at the Stockade
6. The Gun-Cane Murder
7. The Revealing Blotter
8. Bird-calls of Deliverance
9. The Fake Telegram
10. Mystic Dots and Dashes
11. The Ear at the Window
12. The Massacre Invitation
13. The Framed-up Showdown
14. The Fake Army General
15. Treachery Downed

Fonte:

## Produção
Muitas de suas cenas foram reutilizadas no seriado Blazing the Overland Trail, produzido pela Columbia Pictures em 1956.